# 겨울 사랑
겨울 사랑은 1980년 공개된 대한민국의 영화이다.

## 배역
- 이영하 : 강지훈 역
- 장미희 : 다혜 역
- 권기선
- 손창호

## 수상
- 1981년 제5회 황금촬영상
  - 여우매너상 - 권기선